# Michele Fassio
Michele Fassio (Torino, 23 gennaio 1905 – Grugliasco, 14 ottobre 1995) è stato un operaio e sindacalista italiano del periodo fascista. Fu nominato podestà di Torino nel dicembre 1944 e rimase in carica fino alla fine della guerra.

## Biografia
Squadrista e collaboratore de Il Maglio, organo del Partito Nazionale Fascista torinese, negli anni venti lasciò Torino in cerca di lavoro, trasferendosi a Brescia presso la sorella e in seguito a Ventimiglia. Allontanato dalla città con un foglio di via, rientrò a Torino, dove trovò lavoro come panettiere. Poi divenne operaio fonditore presso la FIAT. Nel 1938 divenne fiduciario sindacale e segretario federale per l'Industria.
Già dopo la caduta di Mussolini, avvenuta il 25 luglio 1943, nel corso dell'estate Fassio aveva incominciato ad incontrarsi clandestinamente con altri fascisti nei locali della ex GIL. Il 18 settembre, subito dopo la notizia dell'avvenuta liberazione di Mussolini, Fassio salì a bordo di un camion e, attraversando Torino, invitò la popolazione alla riscossa.
L'11 gennaio 1944 Fassio entrò a far parte del primo direttorio provinciale del Partito Fascista Repubblicano. Con la militarizzazione del Partito entrò a far parte della Brigata Nera "Ather Capelli". Il 10 luglio 1944, mentre si recava al funerale di un milite morto in un incidente, insieme ad una squadra delle BN il suo mezzo fu attaccato dai partigiani. Nello scontro caddero due partigiani, mentre i fascisti registrarono due feriti, uno dei quali fu proprio Fassio.

### Podestà di Torino
Il 2 dicembre 1944, per decisione del federale del PFR Giuseppe Solaro, fu nominato podestà di Torino al posto di Matteo Bonino e rimase in carica fino alla caduta della Repubblica Sociale Italiana, il 26 aprile 1945. La nomina avvenne a sua insaputa e gli fu comunicata da una mascotte della Brigata Nera torinese che lo aveva incontrato presso la caserma Cernaia. Contestualmente furono nominati vicepodestà Ottavio Borsarelli, ingegnere alla Ital Lux, ex podestà di Loano, e Umberto Lelli, impiegato alla Fiat Grandi Motori. La nomina di podestà tratti dall'ambito sindacale e operaista seguiva l'indirizzo impresso dal governo della RSI e portò a breve anche alla nomina di altri operai alla guida di altri capoluoghi di provincia e alla svolta rappresentata dalla Socializzazione dell'economia.
Il mattino del 26 aprile, mentre si recava in Municipio, fu arrestato dai Vigili urbani, che nel frattempo erano passati agli ordini del CLN. Fassio fu rinchiuso nel suo ufficio, ma avendo i carcerieri dimenticato di staccare il telefono, riuscì a mettersi in contatto con la Prefettura richiedendo aiuto, prima di venir spostato nelle cantine insieme ad altri prigionieri. La telefonata sortì l'effetto desiderato e dalla prefettura arrivarono una autoblindo della Guardia Nazionale Repubblicana e un carro armato sotto il comando del capitano Giovanni Milanaccio. L'autoblindo fu attaccata dai partigiani e si risolse ad attaccare anch'essa, sfondando il portone del municipio e provocando la fuga degli occupanti. Fassio fu pertanto liberato e scortato alla caserma Bergia; da lì si trasferì poi a Chivasso, mentre il capitano Milanaccio si arroccò in caserma con i reparti del "Gruppo Corazzato Leonessa".
Preso prigioniero dagli Alleati, fu trasferito nel campo di concentramento di Tombolo, presso Pisa.

### Il dopoguerra
Il 20 febbraio 1946 fu condannato a 20 anni di carcere per collaborazionismo. La sentenza fu annullata dalla Corte di cassazione e il 16 giugno 1947 fu scarcerato. Nel 1953 e nel 1958 si candidò alla Camera dei Deputati nelle liste del Movimento Sociale Italiano nella Circoscrizione Torino-Novara-Vercelli, ottenendo rispettivamente 1.027 ed 856 preferenze, che gli consentirono entrambe le volte di piazzarsi al quinto posto, non venendo però eletto.